# ボビー・マクファーリン
ボビー・マクファーリン（Bobby McFerrin [məkˈfɛərən]、1950年3月11日 - ）は、アメリカ合衆国のジャズ歌手。父はオペラ歌手のロバート・マクファーリン。
ジョン・ヘンドリックス、アル・ジャロウと並ぶ器楽的唱法を特徴とする。歌声に変化を加える方法として、歌いながら胸や頬を叩くなどの技巧も用いる。
1988年、リズムやベースなどを全て自身の声だけで多重録音した「ドント・ウォーリー・ビー・ハッピー」が、アメリカのヒットチャートでNo.1を獲得、これは伴奏に楽器を一切使っていない曲としては史上初であり、ジャズ歌手の曲としてはルイ・アームストロング以来である。グラミー賞では、最優秀レコード賞と最優秀楽曲賞を受賞、マクファーリン自身も最優秀男性ポップ・ボーカル賞を受賞し、3冠を達成した。
また2004年にはウィーン・フィルハーモニー管弦楽団のシェーンブルン・サマー・ナイト・コンサートを指揮した。

## ディスコグラフィ

### リーダー・アルバム
- 『踊る声』 - Bobby McFerrin（1982年）
- 『ザ・ヴォイス』 - The Voice（1984年）
- 『チュニジアの夜』 - Spontaneous Inventions（1986年）
- 『象の鼻はなぜ長い』 - Elephant's Child（1987年）※with ジャック・ニコルソン
- 『サイの皮はなぜ厚い&ラクダのこぶはなぜあるの』 - How the Rhinoceros Got His Skin & How the Camel Got His Hump（1987年）※with ジャック・ニコルソン
- The Many Faces of Bird: The Music of Charlie Parker（1987年）※with リッチー・コール、リー・コニッツ
- 『シンプル・プレジャーズ』 - Simple Pleasures（1988年）
- Lady Fair（1989年）※with Gary Wiggins
- 『心のミュージック』 - Medicine Music（1990年）
- 『スペイン』 - Play（1990年）※with チック・コリア
- 『ハッシュ』 - Hush（1992年）※with ヨーヨー・マ
- 『BANG!ZOOM』 - Bang! Zoom（1995年）
- 『ペーパー・ミュージック - マクファーリン・シングス・アンド・コンダクツ』 - Paper Music（1995年）※with the St. Paul Chamber orchestra
- 『プレイ・アマデウス』 - The Mozart Sessions（1996年）※with チック・コリア
- 『サークルソングス』 - Circlesongs（1997年）
- 『ビヨンド・ワーズ』 - Beyond Words（2002年）※featuring チック・コリア、シロ・バプティスタ、リチャード・ボナ
- 『ヴォキャブラリーズ』 - VOCAbuLarieS（2010年）
- 『スピリチュオール』 - SpiritYouAll（2013年）

### 参加アルバム
- ファラオ・サンダース : 『ジャーニー・トゥ・ザ・ワン』 - Journey to the One（1980年）
- グローヴァー・ワシントン・ジュニア : 『訪れ』 - The Best Is Yet to Come（1982年）
- Various Artists : The Young Lions（1983年）
- チャールズ・ロイド : 『コペンハーゲンの夜』 - A Night in Copenhagen（1984年）
- Various Artists : A Tribute to Thelonius Monk（1984年）
- チコ・フリーマン : 『タンジェンツ』 - Tangents（1984年）
- マイケル・ヘッジズ : 『ウォッチング・マイ・ライフ・ゴー・バイ』 - Watching My Life Go By（1985年）
- マンハッタン・トランスファー : 『ヴォーカリーズ』 - Vocalese（1985年）
- ウェザー・リポート : 『スポーティン・ライフ』 - Sportin' Life（1985年）
- ジョー・ザヴィヌル : 『ダイアレクツ』 - Di-a-lects（1986年）
- ハービー・ハンコック : 『ラウンド・ミッドナイト (オリジナル・サウンドトラック)』 - Round Midnight (soundtrack)（1986年）
- アル・ジャロウ : 『ハーツ・ホライズン』 - Heart’s Horizon（1988年）
- クインシー・ジョーンズ : 『バック・オン・ザ・ブロック』 - Back on the Block（1989年）
- ローリー・アンダーソン : 『ストレンジ・エンジェルス』 - Strange Angels（1989年）
- ガル・コスタ : 『ガル』 - Gal Costa（1991年）※「The Laziest Gal in Town」ゲスト
- Various Artists : 『マッド・アバウト・マウス』 - Simply Mad About the Mouse (1991年) ※「The Siamese Cat Song」で参加
- ディジー・ガレスピー : Bird Songs: The Final Recordings（1992年）、To Bird with Love（1992年）
- モダン・ジャズ・カルテット : 『結成40周年記念 - MJQ&フレンズ』 - MJQ & Friends: A 40th Anniversary Celebration（1994年）
- ジャック・ディジョネット : Extra Special Edition（1994年）
- イエロージャケッツ : Dreamland（1995年）
- ジョージ・マーティン : 『イン・マイ・ライフ』 - In My Life（1998年）※「Come Together」 with ロビン・ウィリアムズ
- アン・ヴォーグ : 『マスターピース・シアター』 - Masterpiece Theatre（2000年）
- ベラ・フレック&ザ・フレックトーンズ : Little Worlds（2003年）
- チック・コリア : 『ランデヴー・イン・ニューヨーク』 - Rendezvous in New York（2003年）
- ウィントン・マルサリス : The Magic Hour（2004年）

## グラミー賞受賞歴
- 第28回グラミー賞（1985年分）
  - 最優秀ジャズ・男性ボーカル・パフォーマンス "Another Night In Tunisia" with ジョン・ヘンドリックス（英語版）（マンハッタン・トランスファー『ヴォーカリーズ（Vocalese）』所収）
  - 最優秀ボーカル編曲 "Another Night In Tunisia" with シェリル・ベンティン（英語版）（マンハッタン・トランスファー『ヴォーカリーズ（Vocalese）』所収）
- 第29回グラミー賞（1986年分） Best Jazz Vocal Performance, male, "Round Midnight" in the album Round Midnight (soundtrack)
- 第30回グラミー賞（1987年分）
  - Best Jazz Vocal Performance, male, "What Is This Thing Called Love" in the album The Other Side of Round Midnight with Herbie Hancock
  - Best Recording for Children, "The Elephant's Child" with Jack Nicholson
- 第31回グラミー賞（1988年分）
  - Song of the year, Best Pop Vocal Performance, male, Record of the year, "Don't Worry, Be Happy" in the album Simple Pleasures
  - Best Jazz Vocal Performance, male, "Brothers" in the album Duets of Rob Wasserman
- 第35回グラミー賞（1992年分） Best Jazz Vocal Performance, "Round Midnight" in the album Play